# قطعنامه ۱۵۰۳ شورای امنیت
قطعنامه ۱۵۰۳ شورای امنیت سازمان ملل متحد که در تاریخ ۲۸ اوت ۲۰۰۳ تصویب شد، سندی بین‌المللی دربارهٔ دادگاه جنایی بین‌المللی برای یوگسلاوی سابق و دادگاه جنایی بین‌المللی برای رواندا است. این قطعنامه طی نشست ۴۸۱۷ام با ۱۵ رای موافق، ۰ مخالف و ۰ ممتنع تصویب شد.